# Mythes et religions
Mythes et religions (Mythen und Religionen) ist eine französischsprachige religionswissenschaftliche Buchreihe. An der seit Ende der 1930er Jahre in Paris bei Leroux erschienenen Reihe haben führende Fachvertreter mitgearbeitet. Sie erschien seit 1939, anfangs unter der Leitung von Paul-Louis Couchoud (1879–1959), später wurde sie von Georges Dumézil (1898–1986) bei den Presses universitaires de France herausgegeben. Georges Dumézil hatte die Reihe bereits mit seinem ersten Band Mythes et dieux des Germains. Essai d’interprétation comparative eröffnet.

## Bände (Auswahl)
- 1 Georges Dumézil: Mythes et dieux des Germains. Essai d’interprétation comparative. Leroux, Paris 1939
- 2 Emmanuel Aegerter: Les hérésies du moyen âge. Paris, Leroux, 1939
- 3 Roger Caillois: L’homme et le sacré. Paris, Leroux, Presses universitaires de France, 1939.
- 4 Georges Hardy: Le problème religieux dans l’empire français. Paris, Leroux, Presses universitaires de France, 1940.
- 5 Henri Hauser: La naissance du protestantisme. Paris, Leroux, Presses universitaires de France, 1940
- 6 Albert Lantoine: Les Sociétés Secrètes actuelles en Europe et en Amérique. Paris: Leroux, 1940
- 7  Marie-Louise Sjoestedt: Dieux et Héros des Celtes, Paris, Leroux 1940
- 9 André Jean Festugière: La Sainteté. – (2. éd.). – Paris : Presses universitaires de France, 1949
- 10 Marie Delcourt: Légendes et cultes de héros en Grèce. 1942
- 11 Vsevolod Basanoff[2]: Les dieux des Romains. Paris, 1942.
- 13 Jean Filliozat: Magie et médecine. PUF, Paris 1943.
- 14 Jean Hubaux: Les grands mythes de rome. – 1. éd. – Paris : Univ. de France, 1945
- 16 Georges Deromieu: L’Inquisition. – Paris : Pr. universit. de France, 1946
- 19 André Jean Festugière: Épicure et ses dieux. – Paris : Pr. universit. de France, 1946
- 20 Jacques Bacot: Le Bouddha. – 1. éd. – Paris : Presses Univ. de France, 1947
- 21 Marie Delcourt: Les grands sanctuaires de la Grèce. Éd. P.U.F., Paris 1947
- 24 Georges-Henri Bousquet: Les grandes pratiques rituelles de l’Islam
- 25 Victor Goldschmidt: La religion de Platon. – Paris : Presses universitaires de France, 1949
- 27 Jeanne Cuisinier: La danse sacrée en Indochine et en Indonésie. – 1. éd. – Paris : Presses Univ. de France, 1951
- 29 Georges Dumézil: Les dieux des Indo-Européens. – 1. éd. – Paris : Presses Universitaires de France, 1952
- 30 Jean Bottéro: La Religion Babylonienne. – Paris : Presses Univ. de France, 1952
- 31 Jacques Duchesne-Guillemin: Ormazd et Ahriman : l’aventure dualiste dans l’antiquité. – Paris : Pr. universit. de France, 1953
- 32 Jacques Moreau: La persécution du Christianisme dans l’empire Romain.  Paris Presses universitaires de France, 1956
- 35 Marcelle Lalou: Les Religions du Tibet. – 1re édition. – Paris : Presses Universitaires de France, 1957
- 36 Marie Delcourt: Hermaphrodite, mythes et rites de la bisexualité dans l’antiquité classique. Éd. P.U.F., Paris 1958
- 39 Georges Méautis: Les dieux de la Grèce et les mystères d’Éleusis. – Paris : Presses Universitaires de France, 1959
- 40 Marcel Simon: Les sectes juives au temps de Jésus. – Paris : Press. univ. de France, 1960
- 42 Claude Lévi-Strauss: Le totémisme aujourd’hui. – Paris : Presses Univ. de France, 1962
- 45 Jean-Pierre Vernant: Les origines de la pensée grecque. – Paris : Presses Univ. de France, 1962
- 46 Raymond Bloch: Les prodiges dans l’antiquité classique (Grèce, Étrurie et Rome). Presses Universitaires de France, Paris, 1963
- 48 Pierre Boyancé: La religion de Virgile. Paris : Presses Univ. de France, 1963
- 49 Olivier Clément: Byzance et le Christianisme, Paris, Presses universitaires de France, 1964
- 50 Olivier Clément: L’Essor du christianisme oriental, Paris, Presses universitaires de France, 1964
- 51 André Leroi-Gourhan: Les Religions de la Préhistoire. Paris P.U.F. 1964
- 52 René-Jacques Lovy: Luther. 1964
- 53 Jean Bosc: La foi chrétienne. Accords et divergences des Eglises. Paris, Presses Universitaires de France, 1965
- 54 Marijan Molé: Les mystiques musulmans. Paris, Presses universitaires de France, 1965
- 55 Nicole Vandier-Nicolas: Le Taoïsme. Paris Presses universitaires de France, 1965